# Чекасин, Степан Алексеевич
Степан Алексеевич Чекасин — советский государственный и политический деятель.

## Биография
Родился в 1925 года в Нижних Сергах. Член ВКП(б).
С 1950 года — на общественной и политической работе. В 1950—1990 гг. — секретарь Орского горкома КПСС,секретарь парткома Южно-Уральского машиностроительного завода, первый секретарь Бузулукского ГК КПСС, заведующий промышленно-транспортным отделом Оренбургского горкома КПСС, заведующий отделом обкома партии, первый секретарь Оренбургского горкома, второй секретарь Оренбургского областного комитета КПСС.
Избирался депутатом Верховного Совета РСФСР 9-го, 10-го, 11-го созывов.
Умер в 1987 году в Оренбурге.